# Stadtwerke Brixen

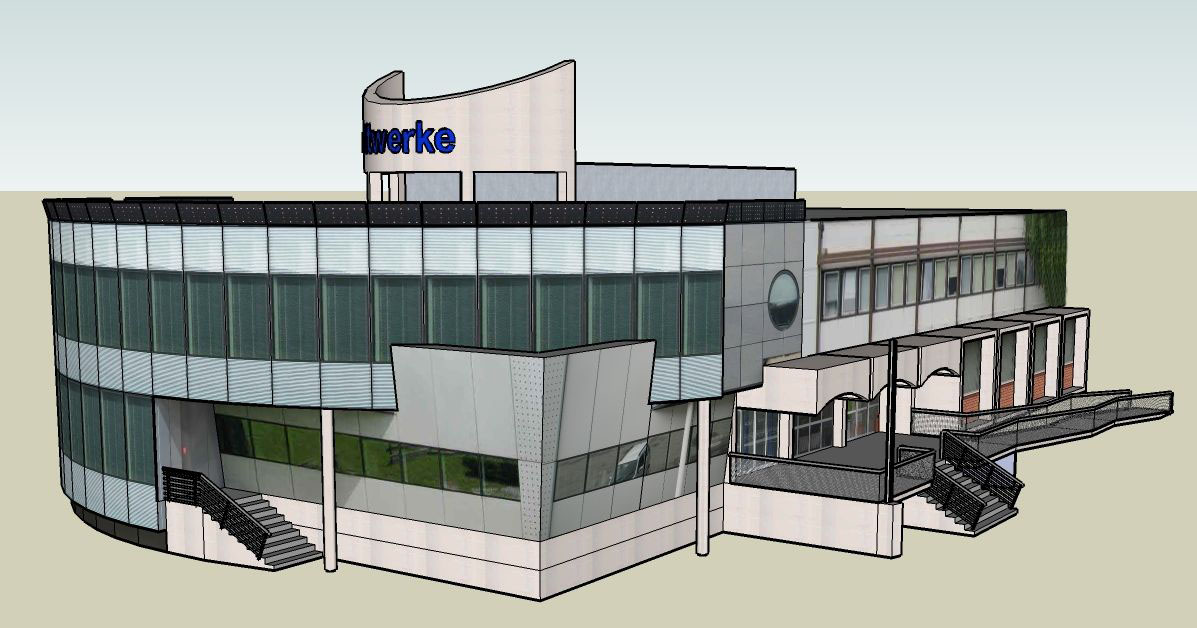
Verwaltungsgebäude Stadtwerke Brixen AG

Die Stadtwerke Brixen AG ist ein Infrastrukturunternehmen im Raum Brixen, Südtirol. Die Stadtwerke Brixen AG steht als Inhouse-Gesellschaft zu 99,93 % im Eigentum der Gemeinde Brixen. Den Rest der Anteile halten zu je 0,01 % die Gemeinden Vahrn, Klausen, Natz-Schabs, Franzensfeste, Mühlbach, Rodeneck und Lüsen.

## Geschichte
1903 wurde der Betrieb unter dem Namen Städtisches Elektrizitätswerk Brixen gegründet und mit der Stromproduktion in der Zentrale Rundl begonnen. Die Konzessionsurkunde wurde von der k.u.k. Statthalterei für Tirol und Vorarlberg am 13. Mai 1903 in Innsbruck ausgestellt.
Bis 1989 bleibt die einzige Tätigkeit des Städtischen Elektrizitätswerks Brixen – Azienda Municipalizzata Bressanone jene der Stromverteilung.
1990:
Dem Elektrizitätswerk Brixen werden die Bereiche Trinkwasser, Abwasser und die Kläranlage zugeschlagen.
1996:
Die Kläranlage wird der Bezirksgemeinschaft überantwortet, allerdings in deren Auftrag noch bis einschließlich 1998 mit betriebseigenem Personal geführt.
Das Elektrizitätswerk wird umbenannt in Stadtwerke Brixen / ASM Bressanone.
1998:
Die Stadtwerke Brixen übernehmen die Umweltdienste (Straßenreinigung und Abfallsammlung).
1999:
Erst jetzt erhält der Betrieb den Status einer Rechtspersönlichkeit. Die Stadtwerke werden zum Sonderbetrieb umgewandelt, es entsteht ein Tochterbetrieb (Joint Venture) für den Verkauf und die Verteilung von Erdgas und für den Stromverkauf auf dem freien Markt.
2002:
Die Stadtwerke werden in eine Aktiengesellschaft (AG) umgewandelt.
Der Betrieb übernimmt die Erdgasverteilung in Brixen.
2003:
Der Fernwärmedienst startet mit der Inbetriebnahme der ersten zwei Zentralen (Acquarena und Mitte-West).
2010:
Die Rechtsform des Betriebs wird umgewandelt. Die Stadtwerke Brixen AG wird Inhouse-Gesellschaft der Gemeinde Brixen.
2012:
Die Acquarena GmbH und das Forum Brixen GmbH werden in die Stadtwerke Brixen AG eingegliedert.
2014:
Start des Telekommunikationsdienstes „Citynet“ – Internet über Glasfaserkabel.
2019:
Die Stadtwerke übernehmen die organisatorische Führung des Astra (Zentrum für junge Kultur).
2020:
Von einer Einpersonengesellschaft wachsen die Stadtwerke zu einer AG mit 8 Gesellschaftergemeinden.
2021:
Aufgrund wirtschaftlich-regulatorischer Bedingungen treten die Stadtwerke nach 20 Jahren das Erdgasnetz und den Dienst zur Erdgasverteilung ab.
2024:
Die Stadtwerke Brixen übernehmen den Reinigungsdienst der öffentlichen Gebäude in der Gemeinde Brixen.

## Geschäftsfeld
Die Stadtwerke Brixen AG ist für Elektrizitätsversorgung, Trinkwasser, Abwasser, Fernwärme, Methangas, Telekommunikation, Umweltdienste und für das Geoinformationssystem (GIS) im Bereich Brixen und Umgebung zuständig. Das Unternehmen führt außerdem das Brixner Schwimmbad Acquarena, das Kultur- und Kongresszentrum Forum Brixen und das Zentrum für junge Kultur Astra Brixen. Das Versorgungsgebiet der Stadtwerke Brixen AG erstreckt sich über folgende Gemeinden: Brixen, Klausen, Vahrn, Natz-Schabs, Mühlbach, Rodeneck, Lüsen und Franzensfeste.
Neben den Kernaufgaben des Infrastrukturbetriebes ist die Stadtwerke Brixen AG an folgenden Unternehmen beteiligt:
- Fernwärme Vahrn-Brixen KGmbH – Gemeinschaftsprojekt mit der Gemeinde Vahrn[2]
- Fernwärme Natz-Schabs GmbH (über die Fernwärme Vahrn-Brixen KGmbH)
- ITS GmbH

## Zertifizierungen
- Zertifizierung des Qualitätsmanagementsystems nach ISO 9001
- Zertifizierung des Arbeitssicherheits- und Gesundheitsmanagementsystems nach ISO 45001
- Zertifizierung des Umweltmanagementsystems nach ISO 14001